# 벤타스역
벤타스역(스페인어: Ventas)은 마드리드 지하철의 역이다. 2호선과 5호선이 지나는 환승역으로, 마드리드 살라망카 구 알칼라 거리 지하에 위치해 있다. 요금구역상으로는 A구역에 속한다.
이름은 역에 인접한 토로스 데 라스 벤타스 광장에서 따온 것이며, 벤타스라는 동네 이름이 있기는 하지만 정작 벤타스 역이 자리한 구역의 이름은 라 긴달레라다.

## 역사
1924년 6월 14일 2호선의 시종착역으로 영업에 들어갔다. 1964년 5월 28일 2호선이 시우다드 리네알 역까지 연장되면서 일반역으로 전환하였다.
1970년 2월 26일에는 2호선 승강장 외에 5호선 승강장이 별도로 문을 열었고, 3월 2일에는 5호선의 카야오-벤타스 구간이 개통되며 운행을 시작하였다. 7월 20일부터는 시우다드 리네알까지의 기존 2호선 구간이 5호선으로 전환되면서 2호선 승강장은 다시 시종착역이 되었다.
이후 2007년 2월 16일 라 엘리파 역까지의 2호선 연장구간이 개통되면서 벤타스 역의 2호선 승강장도 일반역으로 되돌아갔다.

## 환승 정보
역 주변에 시내버스 정류장이 여러 곳 있으며 경유하는 주간노선도 많다. 야간노선은 두 개가 다닌다.
| 마드리드 지하철              | 마드리드 지하철       | 마드리드 지하철               |
| ---------------------------- | --------------------- | ----------------------------- |
| 라 엘리파 라스 로사스        | 마드리드 지하철 2호선 | 마누엘 베세라 콰트로 카미노스 |
| 엘 카르멘 알라메다 데 오수나 | 마드리드 지하철 5호선 | 디에고 데레온 카사 데 캄포    |